# Дитрих, Адам Иосифович
Адам Иосифович Дитрих (16 февраля 1866, Варшава, Российская империя — 20 мая 1933, Ленинград, СССР) — русский и советский архитектор, профессор.

## Биография
Происходил из семьи потомственных дворян римско-католического вероисповедания Царства Польского. Первоначальное образование получил дома и в дополнительном классе варшавского реального училища, по механическому отделению. В 1884 году поступил в институт гражданских инженеров, который окончил в 1891 году со званием гражданского инженера и чином X класса. Во время обучения находился на практических занятиях при постройках у архитекторов: Н. В. Султанова, Д. В. Люшина, П. В. Алиша и графа де Рошефора. После окончания института в 1891 году был назначен помощником строителя дворца в Беловеже. В 1890-х работал в Крыму. Служил городским участковым архитектором в Санкт-Петербурге. Работал архитектором Главного управления уделов, заведующим строительной частью Главного управления землеустройства и земледелия.
Преподавал в Политехническом и в своем родном институте (профессор Политехнического с 1900-х и Института Гражданских инженеров с 1917 года). Был архитектором и преподавателем Лесного института, действительным членом Археологического института.
В советское время — профессор и директор Института гражданских инженеров (1926—1930).

## Семья
Был женат на поэтессе Марине Николаевне Дитрих, урождённой де Рошфор (1876—1942).

## Проекты

### Санкт-Петербург

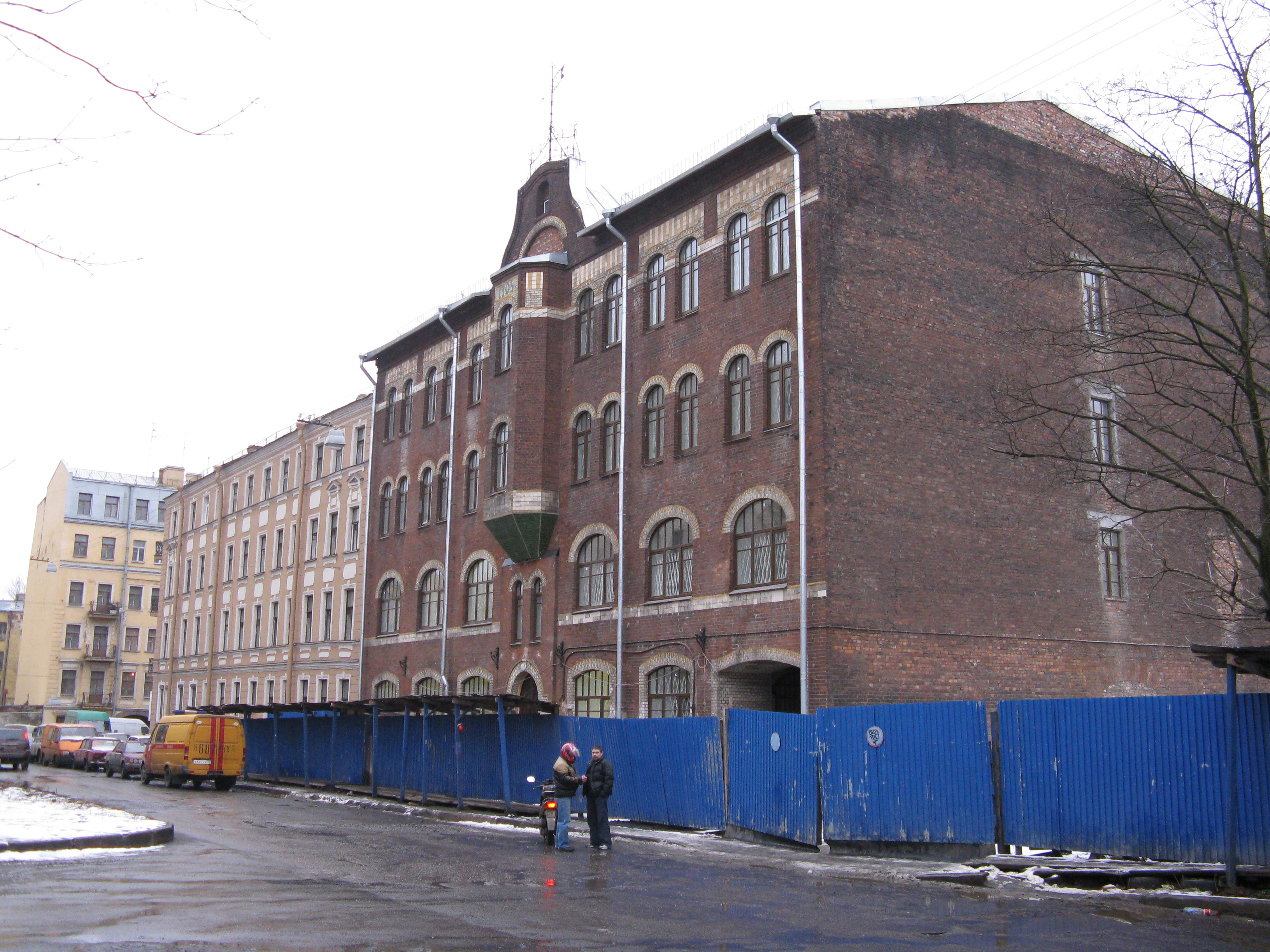
Здание Стебутовских сельскохозяйственных женских курсов, Бобруйская улица, 1909 год

- 21-я линия, д. № 6 — здание Химической лаборатории Горного института. 1900—1901. Совместно с Н. И. де Рошефором.
- Институтский переулок, д. № 5 — жилые корпуса и водонапорная башня Лесного института. 1900—1903. (?)
- Институтский переулок, д. № 5 — здание Лесного института. Частичная надстройка. 1900-е.
- Потёмкинская улица, д. № 9 — Фурштатская улица, д. № 62 — особняк С. С. Боткина. 1903—1905. Включен существовавший дом.
- Караванная улица, д. № 22 — особняк С. С. Шлихтинга. Перестройка. 1904.
- Бобруйская улица, д. № 4 — здание Стебутовских женских сельскохозяйственных курсов. Реконструкция здания специально для курсов. 1909.
- Аптекарский проспект, д. № 1 — здание гербария и библиотеки Ботанического сада. 1911—1915.
- Улица Профессора Попова, д. № 2, правый корпус — жилой дом Ботанического сада. 1910-е (?).

### Другие города
- Беловежский императорский дворец (помощник строителя)
- Здания сельскохозяйственных институтов в Воронеже, Омске и Кишинёве
- Гомеопатический санаторий в Сестрорецке